# شادي سرور
شادي وليد سرور (21 أبريل 1995) هو ممثل مصري ويوتيوبر 

## عن حياته
ولد في القاهرة بمصر، وكان مهووسًا بأفلام هوليوود وصناعة السينما في الولايات المتحدة الأمريكية منذ صغره وكان يصنع أفلامًا قصيرة يصورها بكاميرا هاتفه المحمول فقرر أن يتعلم فيه بنفسه دون الالتحاق بمعهد لدراسته أو دورات لدراسته، وفي يوليو 2011 بدأ تعلم كل شيء عن صناعة الأفلام من خلال الإنترنت، وبعد سنة واحدة تعلم كيفية صناعة التأثيرات البصرية، وتحرير الفيديو، والإخراج، والتمثيل وتوجهات العمل السينمائي المختلفة.
وفي أغسطس 2012 بدأ محاولته الأولى في صناعة أفلامه الخاصة مع بعض أصدقائه في الشوارع، ولكنه فشل، وتابع في المحاولة، لكنه فشل في كل مرة، إلا أنه لم ييأس وقرر الاتجاه إلى المسرح.

## المسرح
تقدم إلى مسرح جامعته وأمضى به أكثر من سنة كاملة في التدريبات المسرحية المختلفة بل كان يذهب إلى الاوبرا في مسرح الهناجر كل يوم لممارسة تدريبات المسرح المختلفة ولكنه وجد أن الموضوع روتيني بطيء، وبعد كل هذا الوقت من التدريب لم يعطِ له أحد فرصته في إظهار موهبته أو تقديم أي أدوار كبيرة فكانت جميعها أدوار صغيرة ليس لها أي أهمية، قرر ترك المجال المسرحي وعاش فترة من عمره تكاد تكون الأسوأ حيث وجد أن العمر يمر به ولم يحقق ولو حتى أول سُلمه في هدفه الكبير كما كان عليه بضغط أهله دخول جامعة ليس لها علاقة بالسينما حتى يجد عمل عند تخرجه.

## بداية شهرته
ظهر برنامج أسمه ڤاين ، وهي عبارة عن مقاطع فيديو كوميدية قصيرة مدتها من 7 إلى 15 ثانية ويتم تصويرها بكاميرا الموبايل ولا تحتاج إلى إمكانيات ضخمة، ولكن البرنامج كان غير متاح في مصر فأمسك بهذه الفرصة حيث كانت هناك صفحات تنشر المقاطع العربية علي فيسبوك لصانعي الڤاين، فبدأ بصناعة أول مقطع فيديو له ولم يحقق أي نجاح به، بل كان الناس ينالون منه بأسخف التعليقات، ولكنه لم ييأس واستمر في صناعة المقاطع وصنع صداقات مع كل مديري صفحات الڤاينز المشهورة والمختلفة في مصر والدول العربية حتى بدأ يتطور في مقاطعة وبدأ يتجه من مجرد فيديوهات مضحكة لفيديوهات توصف مواقف في المجتمع ولكن بشكل كوميدي ساخر، بدأ الناس يغيرون رأيهم بشأنه، لأن المحتوي الجديد بدأ يتحدث عن مواقف يومية تحدث في كل بيت مصري وعند كل اسرة مصرية، واستطاع تحقيق أرقام كبيرة في المشاهدات في وقت قصير جداً بسبب استمرارة في الصناعة والنشر رغم صغر سنه، وعمل على فيديوهاته بنفسه حيث قام بتأليف الأفكار والكتابة وتمثيل كل الأدوار والتصوير والإخراج والمونتاح والتسويق وحتي كان الانتاج بنفسه، تعتبر قناة شادى سرور من القنوات الاسرع نمواً على اليوتيوب في تاريخ مصر؛ حيث وصل عدد مشتركيه إلى 3.6 مليون مشترك في عام 2018 متصدراً الارقام القياسية حتي اصبحت قناته رقم ١ علي منصة اليوتيوب في ذلك التوقيت.
بدأ شادي يكتسب شهرة كبيرة على ساحة الإنترنت، فأصبح أول شاب مصري عربي في التاسعة عشرة من عمره يحقق نسبة مشاهدة تصل إلى 50 مليون مشاهد، واستمر شادي في صناعة المقاطع رغم اشتداد الأمر عليه من انتهاء أفكاره وقلة وسائله وتغير الأوضاع بل استمر في الاجتهاد ومواكبة الزمن وصناعة المقاطع المختلفة حتى وصل في 2015 أن تصل مشاهدات أي فيديو جديد له إلى المليون مشاهدة وأكثر، كما امتاز بكونه يصور المجتمع في صورة كوميدية في أفلام قصيرة، وبدأ بفيلم تايتنك النسخة العربية مع الفنانة بشرى 2016 وكان من إخراج محمد خضر .

## توجيهه خطاب للرئيس المصريعبد الفتاح السيسي2017
في يوم 10 أبريل 2017 قام الشاب شادي سرور بعمل مقطع فيديو موجه لرئيس جمهورية مصر العربية بعد أحداث تفجيرات أحد السعف وقد نشره في حسابه على اليوتيوب والفيس بوك وانتقد البلد والرئيس وفي تويتر غرد قائلا «انا كمية الناس ياللي كلمنتي خايفين عليا ان يحصلي حاجة بعد الفيديو الاخير بجد مريبة انا بدات اخاف لو حصل لي حاجه افتكروني بالخير».

## وصلات خارجية
- شادي سرور على يوتيوب